# Списак српских и црногорских освајача медаља на Европским првенствима за младе спортисте
Списак освајача медаља Србије и Црне Горе на Европским првенствима за млађе сениоре, јуниоре и кадете било да су представљали Србију и Црну Гору као независне државе или су се такмичили за време СХС, СФРЈ, СР Југославије и Државне заједнице Србије и Црне Горе:

## Атлетика

### Европско првенство до 23 године
| Медаља | Спортиста             | Такмичење       | Дисциплина     |
| ------ | --------------------- | --------------- | -------------- |
|        | Оливера Јевтић        | 1997. Турку     | 10.000м Ж      |
|        | Оливера Јевтић        | 1999. Гетеборг  | 10.000м Ж      |
| 3      | Оливера Јевтић        | 1999. Гетеборг  | 5.000м Ж       |
| 2      | Соња Столић           | 2001. Амстердам | 10.000м Ж      |
| 2      | Марија Мартиновић     | 2001. Амстердам | Троскок Ж      |
| 2      | Лука Рујевић          | 2007. Дебрецин  | Бацање кугле М |
| 3      | Михаил Дудаш          | 2009. Каунас    | Десетобој М    |
| 3      | Азра Еминовић         | 2009. Каунас    | 10.000м Ж      |
| 2      | Ивана Шпановић        | 2011. Острава   | Скок у даљ Ж   |
| 3      | Емир Бекрић           | 2011. Острава   | 400м препоне М |
| 3      | Михаил Дудаш          | 2011. Острава   | Десетобој М    |
|        | Емир Бекрић           | 2013. Тампере   | 400м препоне М |
|        | Амела Терзић          | 2013. Тампере   | 1500м Ж        |
| 3      | Данијел Фуртула       | 2013. Тампере   | Бацање диска М |
| 3      | Марија Вученовић      | 2013. Тампере   | Бацање копља Ж |
|        | Амела Терзић          | 2015. Талин     | 1500м Ж        |
| 3      | Елзан Бибић           | 2019. Јевле     | 1500м М        |
| 3      | Милица Гардашевић     | 2019. Јевле     | Скок у даљ Ж   |
|        | Ангелина Топић        | 2025. Берген    | Скок у вис Ж   |
|        | Адриана Вилагош       | 2025. Берген    | Бацање копља Ж |
| 3      | Александрија Митровић | 2025. Берген    | Троскок Ж      |

### Европско првенство до 20 година
| Медаља | Спортиста             | Такмичење       | Дисциплина     |
| ------ | --------------------- | --------------- | -------------- |
| 3      | Ненад Стекић          | 1970. Коломб    | Скок у даљ М   |
| 2      | Зора Томечић          | 1975. Атина     | 800м Ж         |
| 3      | Милош Срејовић        | 1975. Атина     | Троскок М      |
| 2      | Андреја Маринковић    | 1983. Швехат    | Скок у даљ М   |
| 2      | Тамара Малешев        | 1983. Швехат    | Скок у вис Ж   |
| 2      | Даница Живанов        | 1985. Котбус    | Бацање копља Ж |
|        | Снежана Пајкић        | 1987. Бирмингем | 1500м Ж        |
|        | Снежана Пајкић        | 1989. Вараждин  | 1500м Ж        |
| 2      | Стеван Зорић          | 1989. Вараждин  | Скок у вис М   |
| 3      | Петар Малешев         | 1991. Солун     | Скок у вис М   |
| 2      | Оливера Јевтић        | 1995. Њиређхаза | 10.000м Ж      |
| 3      | Оливера Јевтић        | 1995. Њиређхаза | 3.000м Ж       |
| 2      | Соња Столић           | 1997. Љубљана   | 3.000м Ж       |
| 2      | Марија Мартиновић     | 1997. Љубљана   | Троскок Ж      |
| 3      | Соња Столић           | 1999. Рига      | 3.000м Ж       |
| 2      | Душан Маркешевић      | 2005. Каунас    | 10.000м М      |
| 3      | Азра Еминовић         | 2005. Каунас    | 1500м Ж        |
|        | Татјана Јелача        | 2009. Нови Сад  | Бацање копља Ж |
| 2      | Мила Андрић           | 2009. Нови Сад  | 400м препоне Ж |
| 2      | Марија Вуковић        | 2009. Нови Сад  | Скок у вис Ж   |
| 2      | Ивана Шпановић        | 2009. Нови Сад  | Скок у даљ Ж   |
|        | Амела Терзић          | 2011. Талин     | 1500м Ж        |
|        | Амела Терзић          | 2011. Талин     | 3.000м Ж       |
| 2      | Данијел Фуртула       | 2011. Талин     | Бацање диска М |
|        | Милица Гардашевић     | 2017. Гросето   | Скок у даљ Ж   |
| 3      | Кристина Ракочевић    | 2017. Гросето   | Бацање диска Ж |
| 2      | Милош Малешевић       | 2019. Борос     | 3.000м М       |
| 2      | Ивана Илић            | 2021. Талин     | 100м Ж         |
| 2      | Адриана Вилагош       | 2021. Талин     | Бацање копља Ж |
|        | Адриана Вилагош       | 2023. Јерусалим | Бацање копља Ж |
|        | Ангелина Топић        | 2023. Јерусалим | Скок у вис Ж   |
| 2      | Теодора Боберић       | 2023. Јерусалим | Троскок Ж      |
| 3      | Александрија Митровић | 2023. Јерусалим | Троскок Ж      |

### Европско првенство до 18 година
| Медаља | Спортиста           | Такмичење             | Дисциплина   |
| ------ | ------------------- | --------------------- | ------------ |
|        | Елзан Бибић         | 2016. Тбилиси         | 3.000м М     |
| 3      | Никола Мујановић    | 2018. Ђер             | Скок у вис М |
|        | Ангелина Топић      | 2022. Јерусалим       | Скок у вис Ж |
| 2      | Теодора Боберић     | 2022. Јерусалим       | Троскок Ж    |
| 3      | Наталија Драгојевић | 2022. Јерусалим       | Троскок Ж    |
|        | Алдин Ћатовић       | 2024. Банска Бистрица | 3.000м М     |
| 2      | Алдин Ћатовић       | 2024. Банска Бистрица | 1.500м М     |
| 3      | Вук Шолаја          | 2024. Банска Бистрица | Скок у вис М |

## Бадминтон

### Европско првенство за јуниоре
| Медаља | Спортиста                   | Такмичење   | Дисциплина    |
| ------ | --------------------------- | ----------- | ------------- |
| 3      | Марија Судимац              | 2020. Лахти | Појединачно Ж |
| 3      | Сергеј Лукић, Михајло Томић | 2020. Лахти | Парови М      |

### Европско првенство до 17 година
| Медаља | Спортиста                                                                                    | Такмичење        | Дисциплина      |
| ------ | -------------------------------------------------------------------------------------------- | ---------------- | --------------- |
| 2      | Михајло Томић, Сергеј Лукић, Александар Јовичић, Сара Лончар, Анђела Витман, Нина Богдановић | 2019. Гњезно     | Екипно          |
| 3      | Анђела Витман, Виктор Петровић                                                               | 2021. Подчетртек | Мешовити парови |

### Европско првенство до 15 година
| Медаља | Спортиста  | Такмичење   | Дисциплина    |
| ------ | ---------- | ----------- | ------------- |
| 2      | Лука Милић | 2014. Базел | Појединачно М |

## Бокс

### Млади (јуниори до 2007. године)
(одржава се од 1970.)
| Медаља | Спортиста          | Такмичење        | Дисциплина  |
| ------ | ------------------ | ---------------- | ----------- |
| 2      | Драган Тодоровић   | 1970. Мишколц    | до 75кг М   |
| 2      | Милослав Поповић   | 1972. Букурешт   | до 81кг М   |
| 2      | Божидар Варић      | 1972. Букурешт   | до 60кг М   |
| 3      | Радослав Жуњанин   | 1972. Букурешт   | до 75кг М   |
| 3      | Александар Поповић | 1972. Букурешт   | до 71кг М   |
| 3      | Драган Петровић    | 1972. Букурешт   | до 48кг М   |
| 2      | Тадија Качар       | 1974. Кијев      | до 67кг М   |
| 3      | Зоран Стефановић   | 1974. Кијев      | до 51кг М   |
|        | Мирко Пузовић      | 1976. Измир      | до 60кг М   |
| 3      | Слободан Радуловић | 1976. Измир      | +81кг М     |
| 3      | Миодраг Перуновић  | 1976. Измир      | до 63,5кг М |
| 3      | Дејан Маровић      | 1976. Измир      | до 54кг М   |
| 2      | Мирко Петковић     | 1978. Даблин     | до 67кг М   |
| 2      | Даут Даути         | 1978. Даблин     | до 63,5кг М |
|        | Ратко Драшковић    | 1984. Тампере    | до 91кг М   |
| 2      | Зенко Мутић        | 1984. Тампере    | до 51кг М   |
| 3      | Драган Томашевић   | 1986. Копенхаген | до 71кг М   |
| 3      | Сони Вујановић     | 1988. Гдањск     | до 75кг М   |
| 3      | Никола Лазаревић   | 1997. Бирмингем  | до 91кг М   |
| 3      | Никола Личина      | 1997. Бирмингем  | до 81кг М   |
|        | Геард Ајетовић     | 1999. Ријека     | до 63,5кг М |
| 2      | Љубомир Марјановић | 2001. Сарајево   | до 51кг М   |
|        | Никола Јовановић   | 2007. Сомбор     | до 75кг М   |
| 3      | Александар Спирко  | 2007. Сомбор     | до 69кг М   |
| 2      | Александра Глушац  | 2010. Сангат     | до 75кг Ж   |
| 3      | Ајла Лукач         | 2011. Оренбург   | до 51кг Ж   |
| 3      | Андреа Милошевић   | 2015. Кестхељ    | до 48кг Ж   |
| 3      | Анђела Бранковић   | 2016. Орду       | до 48кг Ж   |
| 3      | Омер Аметовић      | 2019. Софија     | до 49кг М   |
|        | Петар Лијешевић    | 2020. Будва      | до 81кг М   |
|        | Бојана Гојковић    | 2020. Будва      | до 57кг Ж   |
| 3      | Алмир Мемић        | 2020. Будва      | до 81кг М   |
| 3      | Милош Краснићи     | 2020. Будва      | до 75кг М   |
| 3      | Стефан Цановић     | 2020. Будва      | до 64кг М   |
| 3      | Нина Раденовић     | 2020. Будва      | до 64кг Ж   |

### Јуниори (кадети до 2007. године)
(одржава се од 1996.)
| Медаља | Спортиста          | Такмичење          | Дисциплина |
| ------ | ------------------ | ------------------ | ---------- |
| 2      | Мане Марчета       | 1997. Битољ        | до 77кг М  |
| 3      | Геард Ајетовић     | 1997. Битољ        | до 57кг М  |
| 3      | Марко Докнић       | 1997. Битољ        | до 54кг М  |
| 3      | Игор Пејчић        | 2005. Шиофок       | до 66кг М  |
| 2      | Милутин Станковић  | 2006. Тирана       | до 80кг М  |
| 2      | Зоран Јашаревић    | 2007. Шиофок       | до 80кг М  |
| 2      | Марија Павлов      | 2010. Сангат       | до 57кг Ж  |
|        | Марија Павлов      | 2011. Оренбург     | до 57кг Ж  |
| 3      | Милена Матовић     | 2011. Оренбург     | до 75кг Ж  |
| 3      | Тамара Милорадовић | 2011. Оренбург     | до 54кг Ж  |
| 3      | Саида Буквић       | 2011. Оренбург     | до 50кг Ж  |
| 3      | Милена Матовић     | 2012. Владиславово | до 75кг Ж  |
| 3      | Тамара Милорадовић | 2012. Владиславово | до 60кг Ж  |
| 3      | Лука Шумарац       | 2015. Лавов        | до 70кг М  |
| 3      | Милован Секуловић  | 2016. Капошвар     | до 66кг М  |
|        | Семиз Аличић       | 2018. Анапа        | до 52кг М  |
|        | Бојана Гојковић    | 2018. Анапа        | до 50кг Ж  |
| 2      | Нина Стајковић     | 2018. Анапа        | до 63кг Ж  |
| 3      | Петар Лијешевић    | 2018. Анапа        | до 75кг М  |
| 3      | Огњен Ђурђев       | 2018. Анапа        | до 66кг М  |
| 3      | Омер Аметовић      | 2018. Анапа        | до 46кг М  |
|        | Бојана Гојковић    | 2019. Галац        | до 52кг Ж  |
| 3      | Александра Тепавац | 2019. Галац        | до 63кг Ж  |
| 2      | Жељана Амиџић      | 2020. Софија       | до 75кг Ж  |
| 2      | Драгана Јовановић  | 2020. Софија       | до 54кг Ж  |
| 2      | Сара Ћирковић      | 2020. Софија       | до 52кг Ж  |
| 3      | Дарко Ђукановић    | 2020. Софија       | до 54кг М  |
| 3      | Вукашин Тепић      | 2020. Софија       | до 50кг М  |

### Школарци
(одржава се од 2003.)
| Медаља | Спортиста            | Такмичење      | Дисциплина  |
| ------ | -------------------- | -------------- | ----------- |
| 3      | Александар Шовљански | 2008. Нови Сад | до 68кг М   |
| 3      | Горан Али            | 2008. Нови Сад | до 62кг М   |
| 3      | Александар Митић     | 2008. Нови Сад | до 59кг М   |
| 3      | Милорад Тот          | 2008. Нови Сад | до 54кг М   |
| 3      | Милан Живковић       | 2008. Нови Сад | до 41,5кг М |
| 2      | Никола Симоновић     | 2014. Кестхељ  | до 62кг М   |
| 3      | Нермин Ајетовић      | 2016. Загреб   | до 50кг М   |
| 3      | Стефан Краснић       | 2018. Албена   | до 56кг М   |
| 3      | Индир Врачић         | 2018. Албена   | до 46кг М   |
| 3      | Сара Шкапик          | 2018. Албена   | до 60кг Ж   |

## Ватерполо

### Млади до 19 година
| Медаља | Играчи | Тренер               | Такмичење       |
| ------ | --- | -------------------- | --------------- |
|        | Матеја Асановић, Милан Виторовић, Никола Гвоздановић, Драшко Гогов, Лазар Добожанов, Радомир Драшовић, Никола Јакшић, Ђорђе Лекић, Марко Манојловић, Михајло Репановић, Никола Радуловић, Огњен Стојановић, Гаврил Суботић | Владимир Вујасиновић | 2014. Грузија   |
|        | Милутин Белопавловић, Петар Велкић, Радомир Драшовић, Марко Јанковић, Никола Јапунџић, Петар Касум, Никола Лукић, Филип Радојевић, Никола Радоњић, Вељко Танкосић, Петар Томић, Небојша Тохољ, Радослав Филиповић          | Владимир Вујасиновић | 2016. Холандија |

### Јуниори до 17 година
| Медаља | Играчи | Тренер           | Такмичење        |
| ------ | --- | ---------------- | ---------------- |
| 2      | Александар Андрејевић, Немања Бакић, Иван Гвозденовић, Радомир Драшовић, Никола Јакшић, Филип Јанковић, Борислав Јовановић, Раде Јоксимовић, Марко Манојловић, Ален Османовић, Огњен Стојановић, Небојша Тохољ, Радослав Филиповић | Зоран Миленковић | 2013. Малта      |
|        | Петар Велкић, Матија Влаховић, Урош Вуковић, Ђорђе Вучинић, Марко Јанковић, Петар Касум, Јасмин Колашинац, Никола Лукић, Владан Митровић, Драгољуб Рогач, Стефан Тодоровски, Марко Тубић, Кристијан Шулц                           | Зоран Миленковић | 2015. Азербејџан |

## Веслање

### Јуниори
| Медаља | Спортиста | Такмичење        | Дисциплина                |
| ------ | --- | ---------------- | ------------------------- |
|        | Бојан Дошљак Александар Маринковски Александар Беђик Алекса Станковић Матеја Јошић                                                   | 2012. Блед       | Четверац са кормиларом М  |
|        | Алекса Станковић Љубомир Гаврић Мартин Мачковић Виктор Пивач Никола Кекић Урош Маринковић Немања Лечић Никола Селаковић Матеја Јошић | 2013. Минск      | Осмерац М                 |
| 2      | Андрија Шљукић Бојан Дошљак | 2013. Минск      | Дубл скул М               |
| 3      | Игор Лончаревић Александар Беђик | 2013. Минск      | Двојац без кормилара М    |
| 3      | Никола Цвијетић Душан Славнић Милош Милићевић Немања Лечић Матеја Јошић                                                              | 2014. Хазевинкел | Четверац са кормиларом М  |
| 3      | Никола Цвијетић Лазар Лазовић Марко Ристић Зоран Рајић                                                                               | 2015. Рачице     | Четверац без кормиларом М |
| 2      | Вук Младеновић Веселин Тричковић Вања Обрадовић Дамјан Лазић Лука Младеновић                                                         | 2016. Тракаи     | Четверац са кормиларом М  |

## Дизање тегова

### Европско првенство за јуниоре
| Медаља | Спортиста     | Такмичење       | Дисциплина    |
| ------ | ------------- | --------------- | ------------- |
| 3      | Тамаш Кајдочи | 2014. Лимасол   | преко 105кг М |
| 3      | Тамаш Кајдочи | 2015. Клаипедиа | преко 105кг М |
| 2      | Тамаш Кајдочи | 2016. Еилат     | преко 105кг М |

### Европско првенство за младе
| Медаља | Спортиста     | Такмичење     | Дисциплина   |
| ------ | ------------- | ------------- | ------------ |
| 3      | Тамаш Кајдочи | 2014. Ћеханов | преко 95кг М |

## Кајак и кану

### Мирне воде

#### Европско првенство за млађе сениоре(до 23 године)
| Медаља | Спортиста                               | Такмичење             | Дисциплина                |
| ------ | --------------------------------------- | --------------------- | ------------------------- |
|        | Велимир Алексић                         | 1961. Познањ          | К-1 500м М (до 20 година) |
| 2      | Драган Зорић Игор Ковачић               | 2002. Загреб          | К-2 1000м М               |
| 3      | Драган Зорић                            | 2002. Загреб          | К-1 500м М                |
|        | Антонија Нађ                            | 2006. Атина           | К-1 1000м Ж               |
|        | Антонија Нађ                            | 2007. Београд         | К-1 1000м Ж               |
| 2      | Антонија Нађ                            | 2008. Сегедин         | К-1 1000м Ж               |
|        | Николина Молдован Оливера Молдован      | 2009. Познањ          | К-2 500м Ж                |
| 3      | Марко Томићевић                         | 2009. Познањ          | К-1 1000м М               |
|        | Николина Молдован Оливера Молдован      | 2010. Москва          | К-2 500м Ж                |
| 2      | Николина Молдован Оливера Молдован      | 2010. Москва          | К-2 200м Ж                |
| 3      | Марко Томићевић                         | 2010. Москва          | К-1 500м М                |
| 2      | Николина Молдован                       | 2011. Загреб          | К-1 200м Ж                |
| 3      | Марко Новаковић                         | 2011. Загреб          | К-1 200м М                |
| 2      | Дејан Пајић Владимир Торубаров          | 2012. Монтемор-О-Вељо | К-2 500м М                |
| 2      | Дејан Пајић Владимир Торубаров          | 2012. Монтемор-О-Вељо | К-2 1000м М               |
|        | Николина Молдован                       | 2013. Познањ          | К-1 500м Ж                |
| 2      | Небојша Грујић Урош Митјев              | 2013. Познањ          | К-2 200м М                |
| 2      | Николина Молдован                       | 2013. Познањ          | К-1 200м Ж                |
|        | Небојша Грујић                          | 2014. Монтес Ивлин    | К-1 200м М                |
| 2      | Марко Драгосављевић Лука Карановић      | 2015. Басков          | К-2 200м М                |
| 2      | Симо Болтић Стефан Векић                | 2015. Басков          | К-2 500м М                |
| 2      | Марко Драгосављевић Бојан Милинковић    | 2016. Пловдив         | К-2 200м М                |
| 2      | Симо Болтић Владимир Торубаров          | 2016. Пловдив         | К-2 1000м М               |
|        | Марко Драгосављевић                     | 2017. Београд         | К-1 200м М                |
| 2      | Биљана Релић                            | 2017. Београд         | К-1 200м Ж                |
| 3      | Немања Станивуковић Страхиња Стефановић | 2017. Београд         | К-2 200м М                |
| 3      | Симо Болтић Стефан Векић                | 2017. Београд         | К-2 500м М                |

#### Европско првенство за јуниоре
| Медаља | Спортиста                          | Такмичење             | Дисциплина  |
| ------ | ---------------------------------- | --------------------- | ----------- |
| 3      | Милан Јанић                        | 1975. Кастел Гандолфо | К-1 500м М  |
| 2      | Стјепан Јанић                      | 1998. Норћепинг       | К-1 500м М  |
| 3      | Стјепан Јанић                      | 1998. Норћепинг       | К-1 1000м М |
|        | Наташа Јанић                       | 2000. Булоњ на Мору   | К-1 500м Ж  |
|        | Марко Томићевић                    | 2008. Сегедин         | К-1 500м М  |
|        | Марко Томићевић                    | 2008. Сегедин         | К-1 1000м М |
|        | Симо Болтић Марко Драгосављевић    | 2012. Монтемор-О-Вељо | К-2 500м М  |
| 2      | Марко Драгосављевић                | 2012. Монтемор-О-Вељо | К-1 200м М  |
| 2      | Бојан Милинковић                   | 2015. Басков          | К-1 200м М  |
| 3      | Марија Достанић                    | 2015. Басков          | К-1 500м Ж  |
|        | Николина Мијушковић                | 2016. Пловдив         | Ц-1 200м Ж  |
|        | Биљана Релић                       | 2016. Пловдив         | К-1 200м Ж  |
|        | Марија Достанић Биљана Релић       | 2016. Пловдив         | К-2 500м Ж  |
| 2      | Марија Достанић                    | 2016. Пловдив         | К-1 500м Ж  |
| 3      | Бојан Зделар                       | 2016. Пловдив         | К-1 500м М  |
| 3      | Николина Милић Николина Мијушковић | 2016. Пловдив         | Ц-2 200м Ж  |
|        | Николина Мијушковић                | 2017. Београд         | Ц-1 200м Ж  |
|        | Николина Мијушковић Николина Милић | 2017. Београд         | Ц-2 200м Ж  |
|        | Марија Достанић                    | 2017. Београд         | К-1 500м Ж  |
| 3      | Бојан Зделар                       | 2017. Београд         | К-1 500м М  |
| 3      | Бојан Зделар                       | 2017. Београд         | К-1 1000м М |
| 2      | Бојан Зделар                       | 2018. Ауронзо         | К-1 500м М  |

## Карате

### до 21 годину
| Медаља | Спортиста           | Такмичење     | Дисциплина           |
| ------ | ------------------- | ------------- | -------------------- |
| 3      | Ненад Келебић       | 2014. Лисабон | кумите до 68 кг М    |
| 3      | Милана Јакшић       | 2014. Лисабон | ката Ж               |
| 2      | Милош Џаковић       | 2015. Цирих   | кумите до 60 кг М    |
| 2      | Александар Шестаков | 2015. Цирих   | кумите преко 84 кг М |
| 2      | Миња Симић          | 2015. Цирих   | кумите преко 68 кг Ж |
| 3      | Стефан Цхемлал      | 2015. Цирих   | ката М               |
| 2      | Јована Прековић     | 2016. Лимасол | кумите до 61 кг Ж    |
| 3      | Јован Симић         | 2016. Лимасол | ката М               |
| 3      | Бојана Младежић     | 2016. Лимасол | ката Ж               |
| 2      | Јован Симић         | 2017. Софије  | ката М               |
| 2      | Бојана Младежић     | 2017. Софије  | ката Ж               |

### Јуниори
| Медаља | Спортиста        | Такмичење     | Дисциплина           |
| ------ | ---------------- | ------------- | -------------------- |
| 2      | Марина Радичевић | 2016. Лимасол | кумите преко 59 кг Ж |
|        | Дина Дурмиш      | 2017. Софије  | кумите преко 59 кг Ж |
| 2      | Јован Ћирић      | 2017. Софије  | кумите до 68 кг М    |

### Кадети
| Медаља | Спортиста          | Такмичење     | Дисциплина           |
| ------ | ------------------ | ------------- | -------------------- |
|        | Марко Талић        | 2014. Лисабон | кумите преко 70 кг М |
| 3      | Ђорђије Салапура   | 2014. Лисабон | кумите до 70 кг М    |
| 3      | Владимир Брежанчић | 2015. Цирих   | кумите преко 70 кг М |
| 3      | Николина Ђурђевић  | 2015. Цирих   | ката Ж               |
|        | Дина Дурмиш        | 2016. Лимасол | кумите преко 54 кг Ж |
| 2      | Ања Миловановић    | 2017. Софије  | кумите преко 54 кг Ж |

## Кошарка

### Омладинке до 20 година
| Медаља | Играчи | Тренер | Такмичење                      |
| ------ | --- | ------ | ------------------------------ |
| 2      | Тамара Бајић, Миљана Бојовић, Нина Ђоковић, Адријана Кнежевић, Зорица Митов, Дуња Прћић, Јована Рад, Јелена Радић, Тамара Радочај, Марина Ристић, Биљана Стјепановић, Маја Шћекић           | ?      | 2007. Софија                   |
| 3      | Тијана Ајдуковић, Нина Богићевић, Драгана Гобељић, Ана Дабовић, Смиљана Ивановић, Ирена Матовић, Јелена Миловановић, Маја Миљковић, Ивана Мусовић, Соња Петровић, Ива Роглић, Јелена Церина | ?      | 2008. Кјети, Сулмона и Пескара |

### Јуниорке до 18 година
| Медаља | Играчи | Тренер | Такмичење                |
| ------ | --- | ------ | ------------------------ |
|        | Миљана Бојовић, Вања Илић, Адријана Кнежевић, Маја Милутиновић, Маја Миљковић, Зорица Митов, Соња Петровић, Дуња Прћић, Ива Прћић, Тамара Радочај, Биљана Стјепановић, Јелена Церина                                  | ?      | 2005. Будимпешта         |
| 2      | Снежана Алексић, Нина Богићевић, Драгана Гобељић, Ана Дабовић, Смиљана Ивановић, Анђа Ивковић, Јелена Миловановић, Маја Миљковић, Ивана Мусовић, Соња Петровић, Ива Роглић, Јелена Церина                             | ?      | 2006. Тенерифе           |
|        | Нина Богићевић, Татјана Живановић, Јелена Јовановић, Мина Јовановић, Невена Јовановић, Сара Крњић, Јелена Миловановић, Јелена Митић, Ивана Мусовић, Милица Палигорић, Соња Петровић, Јована Поповић                   | ?      | 2007. Нови Сад           |
| 3      | Ивана Бошковић, Јована Видаковић, Катарина Вучковић, Жаклина Јанковић, Наташа Ковачевић, Сања Мандић, Уна Николић, Александра Станаћев, Драгана Станковић, Олга Степановић, Кристина Топузовић, Александра Црвендакић | ?      | 2012. Букурешт           |
| 3      | Јулијана Војиновић, Бранка Луковић, Радмила Малетић, Сања Мандић, Даница Пипер, Богдана Родић, Ања Спасојевић, Драгана Станковић, Бојана Стевановић, Јелена Ћирић, Инес Ћорда, Александра Црвендакић                  | ?      | 2013. Вуковар и Винковци |

### Кадеткиње до 16 година
| Медаља | Играчи | Тренер | Такмичење                         |
| ------ | --- | ------ | --------------------------------- |
| 2      | Кристина Анђелковић, Милица Бељански, Дара Ковачевић, Марина Мандић, Ивана Матовић, Вања Перичин, Ива Перовановић, Биљана Пешовић, Јелена Радмиловић, Маја Ранисављев, Јелена Спирић, Андреа Стојановић | ?      | 1999. Тулча                       |
|        | Миљана Бојовић, Јелена Дубљевић, Вања Илић, Адријана Кнежевић, Маја Милутиновић, Зорица Митов, Милена Петровић, Дуња Прћић, Ива Прћић, Тамара Радочај, Марина Ристић, Биљана Стјепановић                | ?      | 2003. Невшехир                    |
| 2      | Снежана Алексић, Нина Богићевић, Драгана Гобељић, Смиљана Ивановић, Милица Јовановић, Сања Марјановић, Ирена Матовић, Јелена Миловановић, Маја Миљковић, Соња Петровић, Јелена Томашевић, Јелена Церина | ?      | 2004. Асти, Бјела, Новара и Кунео |

## Одбојка

### Јуниори
| Медаља | Играчи | Тренер         | Такмичење        |
| ------ | --- | -------------- | ---------------- |
| 3      | Александар Атанасијевић, Максим Буцуљевић, Никола Јововић, Милорад Капур, Лазар Копривица, Урош Ковачевић, Срећко Лисинац, Вук Милутиновић, Милија Мрдак, Немања Опачић, Милан Перић, Душан Петковић | Милан Жарковић | 2010. Белорусија |

### Јуниорке
| Медаља | Играчи | Тренер           | Такмичење                 |
| ------ | --- | ---------------- | ------------------------- |
| 2      | Ана Антонијевић, Јована Бракочевић, Невена Ђорђевић, Мирјана Ђурић, Ана Јакшић, Душанка Карић, Мирјана Комленовић, Марија Мратинковић, Александра Петровић, Силвија Радовић, Сања Ханушић, Александра Црнчевић | Зоран Ковачић    | 2004. Словачка            |
| 2      | Ана Бјелица, Јадранка Будровић, Љубица Кецман, Сара Клисура, Јелена Медаревић, Марија Михајловић, Теодора Пушић, Даница Раденковић, Љиљана Ранковић, Маја Савић, Јована Стевановић, Мина Томић                 | Зоран Ковачић    | 2010. Србија              |
| 2      | Бианка Буша, Надица Драгутиновић, Милица Кубура, Николина Лукић, Слађана Мирковић, Нада Митровић, Јелена Олуић, Мина Поповић, Маја Симић, Јелена Трнић, Катарина Чанак, Наташа Чиркиз                          | Ратко Павличевић | 2012. Турска              |
|        | Маја Алексић, Тијана Бошковић, Александра Брђовић, Сара Вучићевић, Милена Димић, Јована Коцић, Катарина Лазовић, Сара Лозо, Катарина Маринковић, Бојана Миленковић, Јелена Новаковић, Александра Ћировић       | Маријана Боричић | 2014. Естонија            |
| 2      | Ана Ашоња, Вања Букилић, Анђела Веселиновић, Ана Јакшић, Јована Коцић, Катарина Лазовић, Љубица Милојевић, Тијана Милојевић, Јована Миросављевић, Тамара Радмиловић, Анастасија Секулић, Милица Шорак          | Маријана Боричић | 2016. Мађарска и Словачка |

### Кадети
| Медаља | Играчи | Тренер        | Такмичење       |
| ------ | --- | ------------- | --------------- |
| 2      | Александар Атанасијевић, Алекса Брђовић, Максим Буцуљевић, Синиша Жарковић, Никола Јововић, Урош Ковачевић, Вук Милутиновић, Милија Мрдак, Немања Опачић, Милан Перић, Душан Петковић, Бојан Рајковић    | Милан Ђуричић | 2009. Холандија |
|        | Александар Благојевић, Алекса Брђовић, Никола Вељовић, Синиша Жарковић, Лазар Илинчић, Милан Катић, Урош Ковачевић, Радован Меденица, Лука Медић, Александар Околић, Димитрије Пантић, Михајло Станковић | Милан Ђуричић | 2011. Турска    |

### Кадеткиње
| Медаља | Играчи | Тренер                | Такмичење      |
| ------ | --- | --------------------- | -------------- |
| 3      | Ана Антонијевић, Јована Весовић, Невена Ђорђевић, Мирјана Ђурић, Ана Јакшић, Мина Калинић, Душанка Карић, Мирјана Комленовић, Марија Мратинковић, Тамара Ракић, Сања Ханушић, Александра Црнчевић      | Зорица Лазић          | 2003. Хрватска |
| 2      | Сања Бурсаћ, Стефана Вељковић, Кристина Ђурић, Марија Јовановић, Сања Малагурски, Тијана Малешевић, Даница Марковић, Марија Милосављевић, Нађа Нинковић, Марија Пуцаревић, Нина Росић, Наташа Шиљковић | Бранко Гајић          | 2007. Чешка    |
| 2      | Ана Бјелица, Александра Вуковић, Александра Јоцић, Сара Клисура, Ивана Луковић, Јелена Медаревић, Марија Михајловић, Ивана Мрдак, Даница Раденковић, Љиљана Ранковић, Маја Савић, Јована Стевановић    | Маријана Миросављевић | 2009. Ротердам |
| 3      | Бианка Буша, Јелена Лазић, Николина Лукић, Слађана Мирковић, Нада Митровић, Мина Поповић, Катарина Симић, Маја Симић, Мина Томић, Катарина Чанак, Наташа Чиркиз, Невена Џамић                          | Маријана Боричић      | 2011. Турска   |
| 2      | Ана Ашоња, Анђела Веселиновић, Ана Јакшић, Јована Коцић, Катарина Лазовић, Ана Мартиновић, Љубица Милојевић, Тијана Милојевић, Тамара Радмиловић, Анастасија Секулић, Тијана Стојковић, Милица Тасић   | Јово Цаковић          | 2015. Бугарска |

## Одбојка на песку

### Европско првенство до 18 године
| Медаља | Спортиста                  | Такмичење  | Дисциплина |
| ------ | -------------------------- | ---------- | ---------- |
| 3      | Тијана Басић Ирена Дробњак | 2016. Брно | Турнир Ж   |

## Пливање
У пливању се Европско првенство одржава у категорији јуниора
| Медаља | Спортиста           | Такмичење             | Дисциплина    |
| ------ | ------------------- | --------------------- | ------------- |
|        | Предраг Милош       | 1969. Беч             | 100м леђно    |
| 2      | Ненад Милош         | 1969. Беч             | 100м леђно    |
| 2      | Предраг Милош       | 1969. Беч             | 200м леђно    |
| 3      | Ненад Милош         | 1969. Беч             | 200м леђно    |
|        | Милорад Чавић       | 2001. Ла Валета       | 100м делфин   |
| 2      | Милорад Чавић       | 2001. Ла Валета       | 50м делфин    |
|        | Милорад Чавић       | 2002. Линц            | 50м слободно  |
| 2      | Милорад Чавић       | 2002. Линц            | 100м слободно |
| 2      | Милорад Чавић       | 2002. Линц            | 100м делфин   |
|        | Иван Ленђер         | 2007. Антверпен       | 100м делфин   |
| 2      | Иван Ленђер         | 2007. Антверпен       | 50м делфин    |
| 2      | Чаба Силађи         | 2007. Антверпен       | 50м прсно     |
|        | Иван Ленђер         | 2008. Београд         | 50м делфин    |
|        | Иван Ленђер         | 2008. Београд         | 100м делфин   |
|        | Чаба Силађи         | 2008. Београд         | 100м прсно    |
| 2      | Чаба Силађи         | 2008. Београд         | 50м прсно     |
|        | Велимир Стјепановић | 2011. Београд         | 100м слободно |
|        | Велимир Стјепановић | 2011. Београд         | 100м делфин   |
| 3      | Ања Цревар          | 2015. Баку            | 400м мешовито |
|        | Ања Цревар          | 2016. Ходмезевашархељ | 400м мешовито |
| 3      | Ања Цревар          | 2016. Ходмезевашархељ | 200м мешовито |

## Рвање

### Европско првенство до 23 године
| Медаља | Спортиста        | Такмичење     | Дисциплина                |
| ------ | ---------------- | ------------- | ------------------------- |
|        | Виктор Немеш     | 2015. Валбжих | Грчко-римски стил до 75кг |
| 2      | Владимир Станкић | 2015. Валбжих | Грчко-римски стил до 85кг |
| 3      | Мате Немеш       | 2016. Русе    | Грчко-римски стил до 66кг |

### Европско првенство за јуниоре
| Медаља | Спортиста             | Такмичење           | Дисциплина                 |
| ------ | --------------------- | ------------------- | -------------------------- |
|        | Марко Матаруга        | 1970. Хускварна     | Грчко-римски стил до 52кг  |
|        | Дарко Нишавић         | 1970. Хускварна     | Грчко-римски стил до 87кг  |
| 2      | Иван Фргић            | 1970. Хускварна     | Грчко-римски стил до 56кг  |
| 2      | Момир Петковић        | 1970. Хускварна     | Грчко-римски стил до 75кг  |
| 2      | Марко Матаруга        | 1972. Хвар          | Грчко-римски стил до 52кг  |
| 2      | Момир Петковић        | 1972. Хвар          | Грчко-римски стил до 90кг  |
| 3      | Ласло Зерге           | 1980. Бурса         | Грчко-римски стил до 52кг  |
| 3      | Нандор Сабо           | 1980. Бурса         | Грчко-римски стил до 62кг  |
| 3      | Чаба Мајорош          | 1982. Лајпциг       | Грчко-римски стил до 100кг |
| 2      | Бела Ренко            | 1984. Лођ           | Грчко-римски стил до 52кг  |
|        | Бела Ренко            | 1986. Малме         | Грчко-римски стил до 57кг  |
| 3      | Војислав Матић        | 1990. Лапуа         | Грчко-римски стил до 62кг  |
|        | Бојан Мијатов         | 2000. Софија        | Грчко-римски стил до 85кг  |
| 2      | Акош Корица           | 2002. Суботица      | Грчко-римски стил до 76кг  |
| 3      | Кристијан Фрис        | 2002. Суботица      | Грчко-римски стил до 50кг  |
|        | Кристијан Фрис        | 2004. Мурска Собота | Грчко-римски стил до 55кг  |
| 3      | Давор Штефанек        | 2004. Мурска Собота | Грчко-римски стил до 60кг  |
| 3      | Давор Штефанек        | 2005. Вроцлав       | Грчко-римски стил до 60кг  |
| 3      | Михајло Бајловић      | 2006. Сомбатхељ     | Грчко-римски стил до 74кг  |
|        | Александар Максимовић | 2007. Београд       | Грчко-римски стил до 66кг  |
|        | Александар Максимовић | 2008. Кошице        | Грчко-римски стил до 66кг  |
| 3      | Уна Светлана Туба     | 2011. Зрењанин      | Слободни стил до 72кг Ж    |
| 3      | Мате Немеш            | 2013. Скопље        | Грчко-римски стил до 66кг  |

### Европско првенство за кадете
| Медаља | Спортиста             | Такмичење      | Дисциплина                 |
| ------ | --------------------- | -------------- | -------------------------- |
| 3      | Војислав Матић        | 1986. Бурса    | Грчко-римски стил до 48кг  |
| 2      | Золтан Агоштон        | 1988. Измир    | Грчко-римски стил до 83кг  |
| 3      | Александар Максимовић | 2005. Тирана   | Грчко-римски стил до 58кг  |
| 3      | Уна Светлана Туба     | 2010. Сарајево | Слободни стил до 70кг Ж    |
| 3      | Уна Светлана Туба     | 2011. Варшава  | Слободни стил до 70кг Ж    |
| 2      | Бобан Живановић       | 2013. Бар      | Грчко-римски стил до 100кг |

## Спортско пењање

### Европско првенство до 19 година
| Медаља | Спортиста  | Такмичење               | Дисциплина |
| ------ | ---------- | ----------------------- | ---------- |
|        | Сташа Гејо | 2015. Аржантјер ла Бесе | Болдер Ж   |
|        | Сташа Гејо | 2016. Ленгенфелд        | Болдер Ж   |

### Европско првенство до 17 година
| Медаља | Спортиста  | Такмичење  | Дисциплина |
| ------ | ---------- | ---------- | ---------- |
| 3      | Сташа Гејо | 2013. Имст | Болдер Ж   |
| 2      | Сташа Гејо | 2014. Арко | Болдер Ж   |

### Европско првенство до 15 година
| Медаља | Спортиста  | Такмичење     | Дисциплина        |
| ------ | ---------- | ------------- | ----------------- |
| 2      | Сташа Гејо | 2012. Гемозак | Тешинско пењање Ж |

## Стони тенис

### Европско првенство до 21 годину
(одржава се од 2017.)
| Медаља | Спортиста                  | Такмичење | Дисциплина |
| ------ | -------------------------- | --------- | ---------- |
| 2      | Тијана Јокић Сабина Шурјан | 2021. Спа | Парови Ж   |

### Европско првенство за младе

#### Јуниорско
(одржава се од 1955.)
| Медаља | Спортиста                                                                                 | Такмичење             | Дисциплина      |
| ------ | ----------------------------------------------------------------------------------------- | --------------------- | --------------- |
|        | Војислав Марковић                                                                         | 1956. Опатија         | Парови М        |
| 3      | ?                                                                                         | 1961. Бад Бланкенбург | Екипно М        |
|        | Иштван Корпа...                                                                           | 1962. Блед            | Екипно М        |
|        | Иштван Корпа                                                                              | 1962. Блед            | Парови М        |
| 3      | ?                                                                                         | 1965. Праг            | Екипно М        |
|        | Татјана Јечменица                                                                         | 1966. Сомбатхељ       | Парови Ж        |
| 3      | ?                                                                                         | 1966. Сомбатхељ       | Екипно М        |
| 3      | Татјана Јечменица...                                                                      | 1966. Сомбатхељ       | Екипно Ж        |
| 3      | Татјана Јечменица                                                                         | 1966. Сомбатхељ       | Појединачно Ж   |
| 3      | ?                                                                                         | 1967. Вејле           | Екипно Ж        |
| 3      | ?                                                                                         | 1968. Лењинград       | Екипно Ж        |
| 3      | ?                                                                                         | 1969. Обертраун       | Екипно Ж        |
| 3      | Ержебет Корпа...                                                                          | 1971. Остенде         | Екипно Ж        |
| 3      | ?                                                                                         | 1972. Вејле           | Екипно Ж        |
| 3      | Зоран Косановић                                                                           | 1972. Вејле           | Парови М        |
| 3      | Виктор Лучић                                                                              | 1972. Вејле           | Парови М        |
| 3      | ?                                                                                         | 1973. Атина           | Екипно Ж        |
| 2      | Ержебет Палатинуш...                                                                      | 1974. Гепинген        | Екипно Ж        |
| 3      | Ержебет Палатинуш                                                                         | 1974. Гепинген        | Појединачно Ж   |
| 3      | Јожеф Јухас                                                                               | 1974. Гепинген        | Парови М        |
| 3      | Јожеф Јухас Ержебет Палатинуш                                                             | 1974. Гепинген        | Мешовити парови |
|        | Ержебет Палатинуш...                                                                      | 1975. Загреб          | Екипно Ж        |
| 3      | Зоран Калинић...                                                                          | 1975. Загреб          | Екипно М        |
| 3      | Ержебет Палатинуш                                                                         | 1975. Загреб          | Појединачно Ж   |
|        | Зоран Калинић                                                                             | 1976. Медлинг         | Појединачно М   |
|        | Ержебет Палатинуш                                                                         | 1976. Медлинг         | Парови Ж        |
|        | Зоран Калинић Ержебет Палатинуш                                                           | 1976. Медлинг         | Мешовити парови |
| 2      | Ержебет Палатинуш...                                                                      | 1976. Медлинг         | Екипно Ж        |
| 3      | Зоран Калинић Жолт Тот Хоргоши                                                            | 1976. Медлинг         | Парови М        |
| 3      | Гордана Перкучин, Ружица Павлов...                                                        | 1977. Виши            | Екипно Ж        |
| 3      | Гордана Перкучин                                                                          | 1977. Виши            | Мешовити парови |
|        | Гордана Перкучин                                                                          | 1978. Барселона       | Мешовити парови |
| 2      | Гордана Перкучин                                                                          | 1978. Барселона       | Појединачно Ж   |
| 2      | Гордана Перкучин                                                                          | 1978. Барселона       | Парови Ж        |
| 3      | Гордана Перкучин...                                                                       | 1978. Барселона       | Екипно Ж        |
| 3      | Шандор Јанковић                                                                           | 1978. Барселона       | Парови М        |
| 2      | Гордана Перкучин                                                                          | 1979. Рим             | Парови Ж        |
| 3      | Гордана Перкучин...                                                                       | 1979. Рим             | Екипно Ж        |
| 3      | Гордана Перкучин                                                                          | 1979. Рим             | Појединачно Ж   |
| 3      | Илија Лупулеску, Мирослав Маран...                                                        | 1983. Малме           | Екипно М        |
|        | Илија Лупулеску                                                                           | 1984. Линц            | Парови М        |
|        | Илија Лупулеску                                                                           | 1984. Линц            | Мешовити парови |
| 2      | Илија Лупулеску, Жарко Закић...                                                           | 1984. Линц            | Екипно М        |
| 3      | Илија Лупулеску                                                                           | 1984. Линц            | Појединачно М   |
|        | Илија Лупулеску                                                                           | 1985. Хаг             | Парови М        |
| 3      | Илија Лупулеску...                                                                        | 1985. Хаг             | Екипно М        |
| 3      | ?                                                                                         | 1986. Лувен ла Нев    | Екипно М        |
| 2      | Јасна Фазлић...                                                                           | 1987. Атина           | Екипно Ж        |
| 3      | Јасна Фазлић                                                                              | 1987. Атина           | Појединачно Ж   |
| 3      | Јасна Фазлић                                                                              | 1987. Атина           | Парови Ж        |
|        | Јасна Фазлић, Елизабета Харча...                                                          | 1988. Нови Сад        | Екипно Ж        |
| 3      | Слободан Грујић Дејан Кепчија                                                             | 1989. Луксембург      | Парови М        |
| 3      | Наташа Бројчин Елизабета Харча                                                            | 1989. Луксембург      | Парови Ж        |
| 3      | Слободан Грујић                                                                           | 1990. Холабрун        | Појединачно М   |
|        | Слободан Грујић                                                                           | 1991. Гранада         | Појединачно М   |
|        | Силвија Ердељи                                                                            | 1996. Фридек-Мистек   | Мешовити парови |
| 3      | Владимир Марић                                                                            | 1998. Норча           | Парови М        |
| 3      | Борис Вукелић                                                                             | 1998. Норча           | Мешовити парови |
| 3      | Борис Вукелић, Александар Јањић, Бојан Милошевић, Золтан Пете                             | 1999. Фридек-Мистек   | Екипно М        |
| 3      | Бојан Милошевић                                                                           | 1999. Фридек-Мистек   | Појединачно М   |
| 3      | Борис Вукелић Бојан Милошевић                                                             | 1999. Фридек-Мистек   | Парови М        |
| 3      | Анамарија Ердељи                                                                          | 2002. Москва          | Појединачно Ж   |
| 2      | Сузана Васиљевић, Анамарија Ердељи, Ема Речко, Ева Тапаи, Тимеа Тапаи, (Ивана Надрљански) | 2003. Нови Сад        | Екипно Ж        |
| 2      | Анамарија Ердељи                                                                          | 2003. Нови Сад        | Мешовити парови |
| 2      | Ђорђе Борчић, Марко Јевтовић, Атила Косо, Жолт Пете, Даниел Чонић                         | 2004. Будимпешта      | Екипно М        |
| 3      | Габриела Фехер                                                                            | 2005. Праг            | Парови Ж        |
|        | Габриела Фехер                                                                            | 2006. Сарајево        | Мешовити парови |
| 3      | Габриела Фехер                                                                            | 2006. Сарајево        | Парови Ж        |
| 2      | Марко Петков Бојан Црепуља                                                                | 2008. Терни           | Парови М        |
| 3      | Моника Молнар                                                                             | 2008. Терни           | Парови Ж        |
| 2      | Марија Галоња Марко Петков                                                                | 2009. Праг            | Мешовити парови |
| 2      | Анелија Лупулеску                                                                         | 2011. Казањ           | Парови Ж        |
| 3      | Драган Суботић                                                                            | 2011. Казањ           | Парови М        |
| 3      | Ирфан Чекић                                                                               | 2011. Казањ           | Мешовити парови |
| 2      | Викторија Тружински Ана Жофија Фењвеши                                                    | 2012. Швехат          | Парови Ж        |
| 3      | Анета Максути                                                                             | 2012. Швехат          | Парови Ж        |
| 3      | Ивана Вејновић, Анета Максути, Викторија Тружински, Ана Жофија Фењвеши                    | 2013. Острава         | Екипно Ж        |
| 2      | Едина Бенке, Драгана Вигњевић, Тијана Јокић, Изабела Лупулеску, Сабина Шурјан             | 2016. Загреб          | Екипно Ж        |
| 3      | Драгана Вигњевић, Тијана Јокић, Изабела Лупулеску, Анђела Менгер, Сабина Шурјан           | 2017. Гимараеш        | Екипно Ж        |
| 3      | Изабела Лупулеску Сабина Шурјан                                                           | 2017. Гимараеш        | Парови Ж        |
| 3      | Тијана Јокић Сабина Шурјан                                                                | 2018. Клуж            | Парови Ж        |

#### Кадетско
(одржава се од 1966.)
| Медаља | Спортиста                                                                | Такмичење            | Дисциплина      |
| ------ | ------------------------------------------------------------------------ | -------------------- | --------------- |
| 3      | ?                                                                        | 1972. Вејле          | Екипно Ж        |
| 3      | ?                                                                        | 1974. Гепинген       | Екипно Ж        |
|        | Гордана Перкучин                                                         | 1975. Загреб         | Појединачно Ж   |
| 3      | ?                                                                        | 1975. Загреб         | Екипно М        |
| 3      | Гордана Перкучин...                                                      | 1975. Загреб         | Екипно Ж        |
|        | Гордана Перкучин                                                         | 1976. Медлинг        | Појединачно Ж   |
| 3      | ?                                                                        | 1976. Медлинг        | Екипно М        |
| 3      | Илија Лупулеску                                                          | 1981. Топољчани      | Појединачно М   |
| 3      | ?                                                                        | 1981. Топољчани      | Екипно Ж        |
| 2      | Илија Лупулеску                                                          | 1982. Холабрун       | Појединачно М   |
| 3      | Фатима Исановић, Нада Кујунџић, Јасна Фазлић...                          | 1984. Линц           | Екипно Ж        |
| 2      | Јасна Фазлић...                                                          | 1985. Хаг            | Екипно Ж        |
| 3      | Елизабета Харча...                                                       | 1986. Лувен ла Нев   | Екипно Ж        |
|        | Слободан Грујић                                                          | 1987. Атина          | Појединачно М   |
| 2      | Слободан Грујић                                                          | 1987. Атина          | Парови М        |
| 3      | Слободан Грујић...                                                       | 1987. Атина          | Екипно М        |
| 3      | ?                                                                        | 1987. Атина          | Екипно Ж        |
| 2      | Слободан Грујић                                                          | 1988. Нови Сад       | Појединачно М   |
| 3      | Слободан Грујић...                                                       | 1988. Нови Сад       | Екипно М        |
| 3      | Слободан Грујић                                                          | 1988. Нови Сад       | Парови М        |
| 3      | Владан Белчевић Александар Каракашевић                                   | 1989. Луксембург     | Парови М        |
|        | Тамара Борош, Тања Манчић                                                | 1990. Холабрун       | Екипно Ж        |
| 3      | Александар Каракашевић, Срђан Миличевић, Ђорђе Пејак                     | 1990. Холабрун       | Екипно М        |
| 3      | Александар Каракашевић                                                   | 1990. Холабрун       | Парови М        |
| 3      | Александар Каракашевић Тања Манчић                                       | 1990. Холабрун       | Мешовити парови |
| 2      | Тања Манчић Срђан Миличевић                                              | 1991. Гранада        | Мешовити парови |
| 3      | Тамара Борош, Биљана Голић, Тања Манчић                                  | 1991. Гранада        | Екипно Ж        |
| 3      | Тања Манчић                                                              | 1991. Гранада        | Појединачно Ж   |
| 3      | Тамара Борош Тања Манчић                                                 | 1991. Гранада        | Парови Ж        |
| 3      | Зита Давидхази Сандра Паовић                                             | 1996. Фридек-Мистек  | Парови Ж        |
| 2      | Борис Вукелић...                                                         | 1997. Топољчани      | Екипно М        |
| 3      | Борис Вукелић Бојан Милошевић                                            | 1997. Топољчани      | Парови М        |
| 2      | Анамарија Ердељи Тимеа Тапаи                                             | 1999. Фридек-Мистек  | Парови Ж        |
| 3      | Анамарија Ердељи, Ема Речко, Тимеа Тапаи                                 | 1999. Фридек-Мистек  | Екипно Ж        |
|        | Анамарија Ердељи                                                         | 2000. Братислава     | Појединачно Ж   |
| 3      | Марко Јевтовић, Атила Наместовски, Жолт Пете, Даниел Чонић               | 2000. Братислава     | Екипно М        |
| 3      | Атила Наместовски                                                        | 2000. Братислава     | Парови М        |
| 3      | Анамарија Ердељи, Ема Речко, Ева Тапаи                                   | 2000. Братислава     | Екипно Ж        |
|        | Ева Тапаи                                                                | 2001. Терни          | Парови Ж        |
|        | Жолт Пете Ева Тапаи                                                      | 2001. Терни          | Мешовити парови |
| 3      | Габриела Фехер                                                           | 2001. Терни          | Парови Ж        |
| 3      | Жолт Пете                                                                | 2002. Москва         | Појединачно М   |
| 3      | Габриела Фехер                                                           | 2002. Москва         | Појединачно Ж   |
| 3      | Габриела Фехер                                                           | 2002. Москва         | Парови Ж        |
| 3      | Габриела Фехер                                                           | 2002. Москва         | Мешовити парови |
| 3      | Габриела Фехер                                                           | 2003. Нови Сад       | Појединачно Ж   |
| 3      | Габриела Фехер                                                           | 2003. Нови Сад       | Мешовити парови |
| 3      | Марко Петков Бојан Црепуља                                               | 2005. Праг           | Парови М        |
| 3      | Бланка Барна, Марија Галоња, Моника Молнар, Андреа Тодоровић             | 2005. Праг           | Екипно Ж        |
| 3      | Бланка Барна Моника Молнар                                               | 2005. Праг           | Парови Ж        |
| 3      | Бојан Црепуља                                                            | 2006. Сарајево       | Појединачно М   |
| 3      | Уна Радак Андреа Тодоровић                                               | 2006. Сарајево       | Парови Ж        |
| 3      | Ализ Ђурчик                                                              | 2007. Братислава     | Парови Ж        |
| 2      | Анелија Лупулеску Дијана Холок                                           | 2008. Терни          | Парови Ж        |
| 3      | Кристијан Далеа, Борис Михаиловић, Драган Суботић                        | 2008. Терни          | Екипно М        |
| 2      | Ализ Ђурчик, Александра Радоњић, Викторија Тружински, Ана Жофија Фењвеши | 2009. Праг           | Екипно Ж        |
| 3      | Ализ Ђурчик Александра Радоњић                                           | 2009. Праг           | Парови Ж        |
| 3      | Викторија Тружински, Ана Жофија Фењвеши                                  | 2009. Праг           | Парови Ж        |
| 3      | Никола Грбић Никола Маринковић                                           | 2013. Острава        | Парови М        |
| 3      | Драгана Вигњевић, Изабела Лупулеску, Сабина Шурјан, (Тијана Јокић)       | 2013. Острава        | Екипно Ж        |
| 3      | Изабела Лупулеску                                                        | 2014. Рива дел Гарда | Појединачно Ж   |
| 3      | Изабела Лупулеску Сабина Шурјан                                          | 2014. Рива дел Гарда | Парови Ж        |
| 3      | Река Безег, Радмила Томињак                                              | 2018. Клуж           | Екипно Ж        |
| 3      | Река Безег Радмила Томињак                                               | 2018. Клуж           | Парови Ж        |

### Топ 10/12 за младе

#### Јуниорски
(одржава се од 1985.)
| Медаља | Спортиста       | Такмичење       | Дисциплина           |
| ------ | --------------- | --------------- | -------------------- |
| 3      | Јасна Фазлић    | 1987. Топољчани | Топ 12 Појединачно Ж |
| 3      | Слободан Грујић | 1990. Виши      | Топ 12 Појединачно М |
|        | Сабина Шурјан   | 2018. Вила Реал | Топ 10 Појединачно Ж |

### Европски олимпијски фестивал младих
(одржава се од 1991.)
| Медаља | Спортиста                     | Такмичење     | Дисциплина    |
| ------ | ----------------------------- | ------------- | ------------- |
| 3      | Силвија Ердељи                | 1991. Брисел  | Појединачно Ж |
| 2      | Урош Гордић Зоран Савић       | 2003. Париз   | Парови М      |
| 2      | Каталин Маркуш Габриела Фехер | 2003. Париз   | Парови Ж      |
| 3      | Андреа Тодоровић Ева Тот      | 2007. Београд | Парови Ж      |

## Стреличарство

### Европско првенство за јуниоре
| Медаља | Спортиста  | Такмичење     | Дисциплина      |
| ------ | ---------- | ------------- | --------------- |
| 2      | Акош Варга | 2014. Љубљана | Компаунд стил М |

## Стрељаштво

### Европско првенство за јуниоре
| Медаља | Спортиста       | Такмичење     | Дисциплина           |
| ------ | --------------- | ------------- | -------------------- |
| 2      | Лазар Ковачевић | 2017. Марибор | 10м ваздушна пушка М |

## Теквондо

### Европско првенство до 21 годину
| Медаља | Спортиста            | Такмичење      | Дисциплина   |
| ------ | -------------------- | -------------- | ------------ |
| 3      | Милош Петковић       | 2009. Виго     | до 58кг М    |
| 3      | Иван Пурешевић       | 2010. Харков   | до 68кг М    |
|        | Виолета Бабић        | 2012. Атина    | до 73кг Ж    |
| 3      | Дамир Фејзић         | 2012. Атина    | до 68кг М    |
| 3      | Стојан Рабијац       | 2012. Атина    | до 80кг М    |
| 3      | Реља Просеница       | 2012. Атина    | преко 87кг М |
| 3      | Драгана Гладовић     | 2012. Атина    | до 53кг Ж    |
| 3      | Ивана Ћујић          | 2013. Кишињев  | до 49кг Ж    |
| 3      | Катарина Шоњић       | 2013. Кишињев  | до 53кг Ж    |
|        | Драшко Јованов       | 2014. Инзбрук  | до 87кг М    |
|        | Ана Бајић            | 2014. Инзбрук  | до 73кг Ж    |
|        | Виолета Бабић        | 2014. Инзбрук  | преко 73кг Ж |
| 2      | Милош Гладовић       | 2014. Инзбрук  | до 58кг М    |
| 2      | Тијана Богдановић    | 2014. Инзбрук  | до 49кг Ж    |
| 3      | Марија Перишић       | 2014. Инзбрук  | до 62кг Ж    |
| 2      | Ана Бајић            | 2015. Букурешт | до 73кг Ж    |
| 3      | Александар Ђорић     | 2015. Букурешт | преко 87кг М |
| 3      | Сара Дамњановић      | 2015. Букурешт | до 49кг Ж    |
| 3      | Ирис Јовић Вујаковић | 2015. Букурешт | до 62кг Ж    |
|        | Вања Станковић       | 2017. Софија   | до 49кг Ж    |
| 3      | Вања Мићић           | 2017. Софија   | до 80кг М    |

### Европско првенство за јуниоре
| Медаља | Спортиста         | Такмичење        | Дисциплина |
| ------ | ----------------- | ---------------- | ---------- |
| 3      | Никола Јовановић  | 2005. Баку       | до 48кг М  |
| 3      | Никола Чолић      | 2007. Баку       | до 78кг М  |
| 3      | Стојан Рабијац    | 2009. Трелборг   | до 78кг М  |
| 3      | Ксенија Димовић   | 2009. Трелборг   | до 46кг Ж  |
| 3      | Драгана Гладовић  | 2009. Трелборг   | до 55кг Ж  |
| 2      | Михајло Манић     | 2011. Пафос      | до 45кг М  |
| 2      | Виолета Бабић     | 2011. Пафос      | до 68кг Ж  |
| 3      | Никола Вучковић   | 2011. Пафос      | до 59кг М  |
| 3      | Дамир Фејзић      | 2011. Пафос      | до 68кг М  |
| 3      | Дајана Перишић    | 2011. Пафос      | до 63кг Ж  |
|        | Тијана Богдановић | 2013. Порто      | до 46кг Ж  |
|        | Тијана Богдановић | 2015. Даугавпилс | до 49кг Ж  |
| 2      | Никола Ђурђевић   | 2015. Даугавпилс | до 63кг М  |

### Европско првенство за кадете
| Медаља | Спортиста            | Такмичење        | Дисциплина   |
| ------ | -------------------- | ---------------- | ------------ |
|        | Александар Јанковић  | 2005. Палермо    | до 40кг М    |
| 2      | Ђорђе Кукић          | 2005. Палермо    | до 46кг М    |
| 3      | Драгана Гладовић     | 2005. Палермо    | до 38кг Ж    |
|        | Дајана Перишић       | 2007. Будимпешта | до 51кг Ж    |
| 2      | Миодраг Јовановић    | 2007. Будимпешта | до 37кг М    |
| 2      | Александар Јанковић  | 2007. Будимпешта | до 61кг М    |
| 2      | Јелена Јабланов      | 2007. Будимпешта | до 59кг Ж    |
| 3      | Иван Лазић           | 2007. Будимпешта | до 49кг М    |
| 3      | Александра Наумовска | 2007. Будимпешта | до 29кг Ж    |
| 3      | Ивана Љубојевић      | 2007. Будимпешта | до 37кг Ж    |
|        | Ана Бајић            | 2009. Загреб     | преко 59кг Ж |
|        | Надица Божанић       | 2015. Стразбург  | до 55кг Ж    |
| 3      | Теодора Јовић        | 2015. Стразбург  | до 37кг Ж    |
| 3      | Миљана Стефанов      | 2015. Стразбург  | до 41кг Ж    |
| 3      | Невена Јокановић     | 2015. Стразбург  | до 51кг Ж    |
|        | Душан Божанић        | 2016. Букурешт   | до 65кг М    |
|        | Серђа Стевић         | 2016. Букурешт   | до 51кг Ж    |
| 3      | Василије Перуничић   | 2016. Букурешт   | до 61кг М    |
| 3      | Михаило Радаковић    | 2016. Букурешт   | преко 65кг М |

## Тенис

### Европско првенство до 18 година
| Медаља | Спортиста                       | Такмичење            | Дисциплина    |
| ------ | ------------------------------- | -------------------- | ------------- |
| 2      | Слободан Живојиновић            | 1981. Серамацони     | Појединачно М |
|        | Данијела Берчек Јелена Јанковић | 2001. Клостерс       | Парови Ж      |
| 3      | Виктор Троицки                  | 2004. Клостерс       | Појединачно М |
| 2      | Миљан Зекић Арсеније Златановић | 2006. Клостерс       | Парови М      |
| 3      | Миљан Зекић                     | 2006. Клостерс       | Појединачно М |
| 3      | Бојана Јовановски Милана Спремо | 2008. Бад Хофгаштајн | Парови Ж      |
| 3      | Олга Даниловић                  | 2017. Клостерс       | Појединачно Ж |

### Европско првенство до 16 година
| Медаља | Спортиста                       | Такмичење    | Дисциплина    |
| ------ | ------------------------------- | ------------ | ------------- |
| 3      | Мики Јанковић Пеђа Крстин       | 2010. Москва | Парови М      |
|        | Олга Даниловић                  | 2016. Москва | Појединачно Ж |
| 3      | Марко Миладиновић               | 2016. Москва | Појединачно М |
| 3      | Стефан Поповић Петар Теодоровић | 2019. Москва | Парови М      |

### Европско првенство до 14 година
| Медаља | Спортиста                        | Такмичење      | Дисциплина    |
| ------ | -------------------------------- | -------------- | ------------- |
|        | Моника Селеш                     | 1986. Лајмен   | Појединачно Ж |
| 2      | Моника Селеш                     | 1986. Лајмен   | Парови Ж      |
|        | Новак Ђоковић                    | 2001. Сан Ремо | Појединачно М |
|        | Бојан Божовић Новак Ђоковић      | 2001. Сан Ремо | Парови М      |
| 2      | Александра Крунић Тамара Чуровић | 2007. Острава  | Парови Ж      |
| 3      | Мики Јанковић Пеђа Крстин        | 2008. Плзен    | Парови М      |
|        | Никола Милојевић                 | 2009. Плзен    | Појединачно М |
| 3      | Сашка Гавриловска                | 2009. Плзен    | Појединачно Ж |
| 3      | Миомир Кецмановић                | 2013. Плзен    | Појединачно М |
| 2      | Хамад Међедовић                  | 2017. Мост     | Појединачно М |
| 3      | Лука Јовановић                   | 2018. Мост     | Појединачно М |

## Фудбал

### Млади до 21 годину
| Медаља | Играчи | Тренер            | Такмичење       |
| ------ | --- | ----------------- | --------------- |
| 2      | Марко Баша, Милан Бишевац, Симон Вукчевић, Андрија Делибашић, Владимир Дишљенковић, Радомир Ђаловић, Бранислав Ивановић, Бошко Јанковић, Ђорђе Јокић, Милош Красић, Данко Лазовић, Горан Ловре, Милош Марић, Игор Матић, Никола Мијаиловић, Бојан Миладиновић, Дејан Миловановић, Никола Милојевић, Бојан Незири, Бранимир Петровић, Драган Станчић, Владимир Стојковић    | Владимир Петровић | 2004. Немачка   |
| 2      | Стефан Бабовић, Душан Баста, Никола Дринчић, Бранислав Ивановић, Ђорђе Ивеља, Бошко Јанковић, Дамир Кахриман, Гојко Качар, Александар Кесић, Александар Коларов, Милош Красић, Дејан Миловановић, Драган Мрђа, Предраг Павловић, Никола Петковић, Слободан Рајковић, Ђорђе Ракић, Немања Рнић, Антонио Рукавина, Милан Смиљанић, Игор Стефановић, Душко Тошић, Зоран Тошић | Мирослав Ђукић    | 2007. Холандија |

### Омладинци до 19 година
| Медаља | Играчи | Тренер           | Такмичење       |
| ------ | --- | ---------------- | --------------- |
|        | Никола Антић, Милош Вељковић, Милан Војводић, Мијат Гаћиновић, Петар Голубовић, Урош Ђурђевић, Андрија Луковић, Немања Максимовић, Дејан Мелег, Сергеј Милинковић-Савић, Александар Митровић, Огњен Ожеговић, Марко Павловски, Предраг Рајковић, Слободан Урошевић, Александар Филиповић, Александар Чаврић, Стефан Чупић | Љубинко Друловић | 2013. Литванија |

## Џудо

### до 23 године
| Медаља | Спортиста        | Такмичење        | Дисциплина    |
| ------ | ---------------- | ---------------- | ------------- |
| 3      | Рју Мијалковић   | 2004. Љубљана    | до 100кг М    |
| 2      | Срђан Мрваљевић  | 2006. Москва     | до 81кг М     |
| 3      | Марко Радуловић  | 2008. Загреб     | преко 100кг М |
| 2      | Јована Рогић     | 2010. Сарајево   | до 57кг Ж     |
| 3      | Александар Кукољ | 2010. Сарајево   | до 81кг М     |
| 2      | Александар Кукољ | 2013. Самоков    | до 90кг М     |
| 2      | Никола Гушић     | 2014. Вроцлав    | до 73кг М     |
| 3      | Марко Вукићевић  | 2014. Вроцлав    | до 66кг М     |
|        | Милица Николић   | 2015. Братислава | до 48кг Ж     |
|        | Милица Николић   | 2016. Тел Авив   | до 48кг Ж     |
| 3      | Немања Мајдов    | 2016. Тел Авив   | до 90кг М     |

### Јуниори
| Медаља | Спортиста         | Такмичење         | Дисциплина    |
| ------ | ----------------- | ----------------- | ------------- |
| 2      | Дмитар Милинковић | 1991. Пијексемеки | преко 95кг М  |
| 3      | Лепосава Марковић | 1991. Пијексемеки | до 48кг Ж     |
| 3      | Мара Ковачевић    | 1991. Пијексемеки | преко 72кг Ж  |
| 3      | Јелена Мићовић    | 1995. Ваљадолид   | до 72кг Ж     |
| 3      | Срђан Мрваљевић   | 2002. Ротердам    | до 73кг М     |
|        | Срђан Мрваљевић   | 2003. Сарајево    | до 73кг М     |
|        | Јулијана Савић    | 2010. Самоков     | до 44кг Ж     |
| 2      | Александар Кукољ  | 2010. Самоков     | до 81кг М     |
| 3      | Никола Гушић      | 2012. Пореч       | до 66кг М     |
|        | Милица Жабић      | 2013. Сарајево    | преко 78кг Ж  |
| 2      | Јулијана Савић    | 2013. Сарајево    | до 44кг Ж     |
| 3      | Илија Цигановић   | 2013. Сарајево    | до 66кг М     |
|        | Немања Мајдов     | 2014. Букурешт    | до 81кг М     |
| 3      | Стефан Мајдов     | 2014. Букурешт    | до 81кг М     |
|        | Данило Пантић     | 2015. Оберварт    | до 100кг М    |
| 3      | Жарко Ћулум       | 2015. Оберварт    | преко 100кг М |
|        | Немања Мајдов     | 2016. Малага      | до 81кг М     |
|        | Надежда Петровић  | 2016. Малага      | до 52кг Ж     |
| 3      | Марко Бубања      | 2016. Малага      | до 100кг М    |
| 3      | Жарко Ћулум       | 2016. Малага      | преко 100кг М |
| 3      | Ања Обрадовић     | 2016. Малага      | до 63кг Ж     |

### Кадети
| Медаља | Спортиста          | Такмичење       | Дисциплина   |
| ------ | ------------------ | --------------- | ------------ |
| 3      | Катарина Станковић | 2000. Орадеа    | до 63кг Ж    |
| 2      | Бојан Станишић     | 2002. Ђер       | преко 90кг М |
| 3      | Тамара Шешевић     | 2002. Ђер       | до 70кг Ж    |
| 3      | Јелена Милутиновић | 2003. Баку      | до 40кг Ж    |
| 3      | Јована Рогић       | 2003. Баку      | до 52кг Ж    |
| 2      | Јанко Раичић       | 2007. Ла Валета | преко 90кг М |
| 3      | Јулијана Савић     | 2009. Копар     | до 44кг Ж    |
| 3      | Ивана Јандрић      | 2009. Копар     | до 70кг Ж    |
| 3      | Тамара Ђурђевић    | 2010. Теплице   | до 57кг Ж    |
| 3      | Уна Светлана Туба  | 2010. Теплице   | до 70кг Ж    |
|        | Страхиња Бунчић    | 2012. Бар       | до 66кг М    |
| 3      | Арсо Милић         | 2012. Бар       | до 73кг М    |
| 3      | Сара Тинтор        | 2012. Бар       | до 70кг Ж    |
| 2      | Немања Мајдов      | 2013. Талин     | до 73кг М    |
| 3      | Страхиња Бунчић    | 2013. Талин     | до 66кг М    |
| 3      | Арсо Милић         | 2013. Талин     | до 73кг М    |
| 3      | Марија Ивковић     | 2014. Атина     | до 40кг Ж    |
| 3      | Ивана Шуњевић      | 2014. Атина     | до 63кг Ж    |
| 2      | Надежда Петровић   | 2015. Софија    | до 48кг Ж    |
| 3      | Ања Обрадовић      | 2015. Софија    | до 63кг Ж    |
| 3      | Јована Обрадовић   | 2015. Софија    | до 63кг Ж    |
|        | Надежда Петровић   | 2016. Ванта     | до 52кг Ж    |
|        | Ања Обрадовић      | 2016. Ванта     | до 63кг Ж    |
| 3      | Андреа Стојадинов  | 2016. Ванта     | до 48кг Ж    |
| 3      | Јована Обрадовић   | 2016. Ванта     | до 63кг Ж    |
|        | Ања Обрадовић      | 2017. Каунас    | до 63кг Ж    |
| 2      | Андреа Стојадинов  | 2017. Каунас    | до 48кг Ж    |